# Macroscelidea
Macroscelidea é uma pequena ordem de mamíferos com uma única família Macroscelididae e 19 espécies distribuídas em 4 géneros. Os macroscelídeos são animais de pequenas dimensões, popularmente chamados de musaranho-elefante ou sengi. Estes mamíferos têm apenas entre 10 a 30 cm de comprimento, excluindo a cauda. Todas as espécies são nativas de África, estando distribuídas por quase todos os habitats do sul deste continente. Os macroscelídeos são animais diurnos e extremamente activos, mas no entanto difíceis de detectar devido ao seu tamanho diminuto. A sua alimentação é baseada em insectos e outros pequenos invertebrados. Eles são extremamente rápidos, podendo chegar a 25 km/h.
Antes da definição da ordem Macroscelidea em 1956, estes animais foram sucessivamente classificados como pertencentes à ordem Insectivora e Lagomorpha.

## Classificação
Segundo McKenna & Bell a família está dividida em seis subfamílias:
- Família Macroscelididae Bonaparte, 1838
  - Subfamília †Herodotiinae Simons, Holroyd & Bown, 1991
    - Gênero †Chambius Hartenberger, 1986
      - †Chambius kasserinensis Hartenberger, 1986

    - Gênero †Herodotius Simons, Holroyd & Bown, 1991
      - †Herodotius pattersoni Simons, Holroyd & Bown, 1991

    - Gênero †Nementchatherium Tabuce, Coiffait, Coiffait, Mahboubi & Jaeger, 2001
      - †Nementchatherium senarhense Tabuce, Coiffait, Coiffait, Mahboubi & Jaeger, 2001

  - Subfamília †Metoldobotinae Simons, Holroyd & Bown, 1991
    - Gênero †Metoldobotes Schlosser, 1910
      - †Metoldobotes stromeri Schlosser, 1910

  - Subfamília Macroscelidinae Bonaparte, 1838
    - Gênero †Hiwegicyon Butler, 1984
      - †Hiwegicyon juvenalis Butler, 1984

    - Gênero †Pronasilio Butler, 1984
      - †Pronasilio ternanensis Butler, 1984

    - Gênero †Palaeothentoides Stromer, 1932
      - †Palaeothentoides africanus Stromer, 1932

    - Gênero Elephantulus Thomas & Schwann, 1906
      - Elephantulus brachyrhynchus (A. Smith, 1826)
      - Elephantulus edwardii (A. Smith, 1839)
      - Elephantulus fuscipes (Thomas, 1894)
      - Elephantulus fuscus (Peters, 1852)
      - Elephantulus intufi (A. Smith, 1836)
      - Elephantulus myurus Thomas & Schwann, 1906
      - Elephantulus pilicaudus Smit, Robinson, Watson & Jansen van Vuuren, 2008
      - Elephantulus revoili (Huet, 1881)
      - Elephantulus rozeti (Duvernoy, 1833)
      - Elephantulus rufescens (Peters, 1878)
      - Elephantulus rupestris (A. Smith, 1831)

    - Gênero Macroscelides A. Smith, 1829
      - Macroscelides flavicaudatus Lundholm, 1955
      - Macroscelides micus Dumbacher & Rathbun, 2014
      - Macroscelides proboscideus (Shaw, 1800)

    - Gênero Petrodromus Peters, 1846
      - Petrodromus tetradactylus Peters, 1846

  - Subfamília †Myohyracinae Andrews, 1914
    - Gênero †Myohyrax Andrews, 1914
      - †Myohyrax oswaldi Andrews, 1914

    - Gênero †Protypotheroides Stromer, 1922
      - †Protypotheroides beetzi Stromer, 1922

  - Subfamília Rhynchocyoninae Gill, 1872
    - Gênero Rhynchocyon Peters, 1847
      - Rhynchocyon chrysopygus Günther, 1881
      - Rhynchocyon cirnei Peters, 1847
      - Rhynchocyon petersi Bocage, 1880
      - Rhynchocyon udzungwensis Rathbun & Rovero, 2008

  - Subfamília †Mylomygalinae Patterson, 1965
    - Gênero †Mylomygale Broom, 1948
      - †Mylomygale spiersi Broom, 1948